# Alix Talton
Alix Talton (* 7. Juni 1920 in Atlanta, Georgia; † 7. April 1992 in Burbank, Kalifornien) war eine US-amerikanische Schauspielerin.

## Leben
Talton hatte bereits im frühen Kindesalter den Wunsch, Schauspielerin zu werden. Sie nahm Schauspiel- und Gesangsunterricht und nahm gegen den Wunsch ihres Vaters an Schönheitswettbewerben teil; 1938 vertrat sie ihren Bundesstaat als Miss Georgia beim Miss-America-Wettbewerb in Atlantic City. Sie arbeitete in der Folge als Fotomodell in New York City, trat mit einer Gesangsgruppe auf und probte während der spielfreien Sommerzeit mit einem Theaterensemble in Brattleboro. Während eines Gesangsauftrittes in einem Nachtclub in Miami wurde ein Hollywoodproduzent auf sie aufmerksam.
1941 erhielt sie einen Filmvertrag bei Warner Brothers, stellte jedoch in allen ihren Filmen bis 1949 nur unbedeutende Nebenrollen ohne Namensnennung im Abspann dar. Eine erste große Filmrolle erhielt Talton im B-Movie-Western Ranger of Cherokee Strip an der Seite von Monte Hale. Dem folgten Rollen in größeren Spielfilmproduktionen wie Ein einsamer Ort mit Humphrey Bogart in der Hauptrolle (als Ex-Frau von Bogarts gewalttätiger Hauptfigur), Alfred Hitchcocks Der Mann, der zuviel wusste mit James Stewart und Doris Day, sowie Romanoff und Julia mit Peter Ustinov. Im ersten Rock-’n’-Roll-Film der Geschichte, Außer Rand und Band, agierte sie an der Seite von Bill Haley & His Comets. Sie war zudem im B-Movie-Monsterfilm Das todbringende Ungeheuer in der weiblichen Hauptrolle zu sehen. Zwischen 1953 und 1955 spielte Talton in der wiederkehrenden Rolle der Myra in 23 Episoden der Desilu-Sitcom My Favorite Husband. Zudem trat sie in Gastrollen in zahlreichen Fernsehserien auf, darunter Have Gun – Will Travel, Perry Mason und Make-up und Pistolen.
Ihre Karriere war in den frühen 1950er Jahren kurzfristig unterbrochen, nachdem sie sich bei einem Reitunfall zwei Halswirbel gebrochen hatte. 1954 erregte sie großes Medienecho, als sie sich erfolgreich für die Freilassung ihres Bruders Richard aus dem Gefängnis einsetzte, der für einen Raubüberfall nahe Atlanta einsaß.
Talton war zweimal verheiratet. Aus ihrer ersten Ehe zwischen 1944 und 1949 ging ein Sohn, der Fernsehproduzent und Produktionsleiter Bruce M. Kerner, hervor. In zweiter Ehe war sie mit dem Regisseur und Produzenten George Cahan verheiratet, der 1991 verstarb. Sie starb im darauf folgenden Jahr im Alter von 72 Jahren an den Folgen einer Lungenkrebserkrankung.

## Filmografie (Auswahl)

### Fernsehen
- 1953–1955: My Favorite Husband
- 1957: Dezernat M (M Squad)
- 1957: Have Gun – Will Travel
- 1958: Perry Mason
- 1961: Mutter ist die Allerbeste (The Donna Reed Show)
- 1975: Make-up und Pistolen (Police Woman)

### Film
- 1941: Schrecken der zweiten Kompanie (You're in the Army Now)
- 1942: Der Mann, der zum Essen kam (The Man Who Came to Dinner)
- 1950: Ein einsamer Ort (In a Lonely Place)
- 1950: Juwelenraub um Mitternacht (The Great Jewel Robber)
- 1951: Vierzehn Stunden (14 Hours / Fourteen Hours)
- 1953: Spionagenetz Tanger (Tangier Incident)
- 1953: War es die große Liebe? (The Story of Three Loves)
- 1956: Außer Rand und Band (Rock Around the Clock)
- 1956: Cha-Cha-Cha (Cha-Cha-Cha Boom)
- 1956: Der Mann, der zuviel wusste (The Man Who Knew Too Much)
- 1957: Das todbringende Ungeheuer (The Deadly Mantis)
- 1961: Romanoff und Julia (Romanoff and Juliet)
- 1968: Die Teufelsbrigade (The Devil’s Brigade)